# Велихів
Ве́лихів — село в Україні, у Сарненській міській громаді Сарненського району Рівненської області. Населення становить 995 осіб. Перша письмова згадка 1563 рік.

## Історія
У 1906 році село Городецької волості Луцького повіту Волинської губернії. Відстань від повітового міста 97 верст, від волості 3. Дворів 45, мешканців 390.
Відповідно до Розпорядження Кабінету Міністрів України від 12 червня 2020 року № 722-р «Про визначення адміністративних центрів та затвердження територій територіальних громад Рівненської області» увійшло до складу Сарненської міської громади.

## Населення
За переписом населення 2001 року в селі мешкали 642 особи.

### Мова
Розподіл населення за рідною мовою за даними перепису 2001 року:
| Мова       | Кількість | Відсоток |
| ---------- | --------- | -------- |
| українська | 641       | 98.62%   |
| російська  | 8         | 1.23%    |
| білоруська | 1         | 0.15%    |
| Усього     | 650       | 100%     |

## Відомі люди
Городний Павло Федорович народився 12 січня 1926 року в с. Велихів Володимирецького району. На війну пішов навесні 1944 року. Воював в Росії, був поранений. Лікувався в госпіталі в м. Муром. Нагороджений медаллю «За бойові заслуги», медаллю «За перемогу над Німеччиною у Великій Вітчизняній війні 1941—1945 рр.».
Перемогу зустрів у Фінляндії.